# بسام العدل
بسام العدل : هو جاسوس وطيار سوري برتبة نقيب قام بالهروب بطائرته الحربية من نوع ميكويان-غوريفيتش ميغ-23  طراز MF ذات الرقم 2786 من سلاح الجو السوري  في تشرين أول/أكتوبر من عام 1989 نحو اسرائيل، والتي كانت تعتبر أسرع وأشرس مقاتلة حربية وقتها.[بحاجة لمصدر]

## مصيره
أصدرت المحكمة المركزية الإسرائيلية في حيفا، عام 2005 حكماً بالسجن الفعلي عليه لمدة ستة عشر شهراً بعد تورّطه في مخالفات جنائية. بمحاولة إضرام النيران في سيارة مواطن من مدينة باقة الغربية داخل أراضي ال48 مقابل حصوله على ألف دولار من الشخص الذي وفر له العيش في حاوية للنفايات، بعد أن تخلى عنه الموساد الإسرائيلي وأصبح يعيش حياة المشردين داخل إسرائيل طوال تلك السنين.